# Mosteiro de São Jerónimo de Yuste

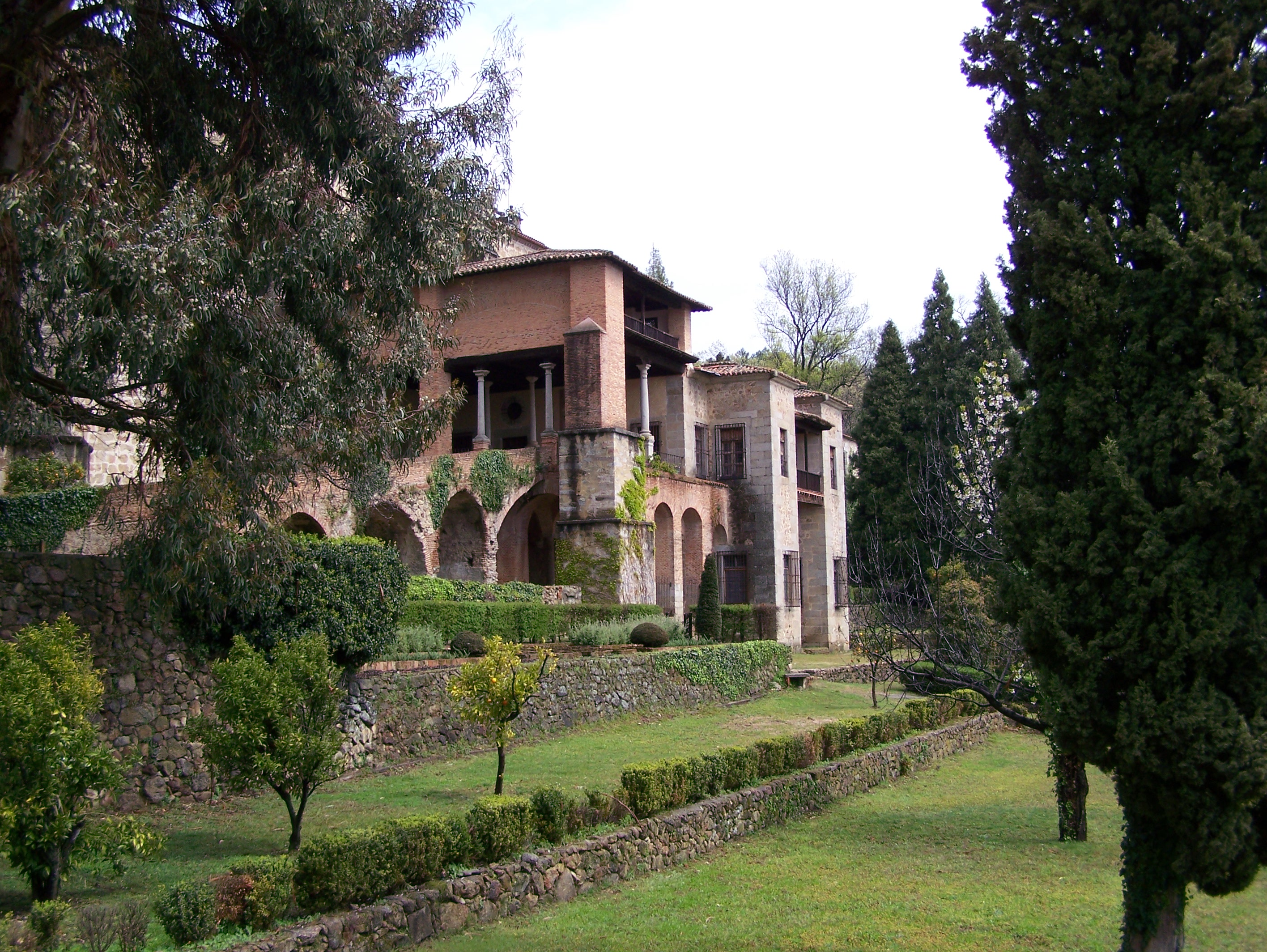
Edifício residencial do Mosteiro de Yuste

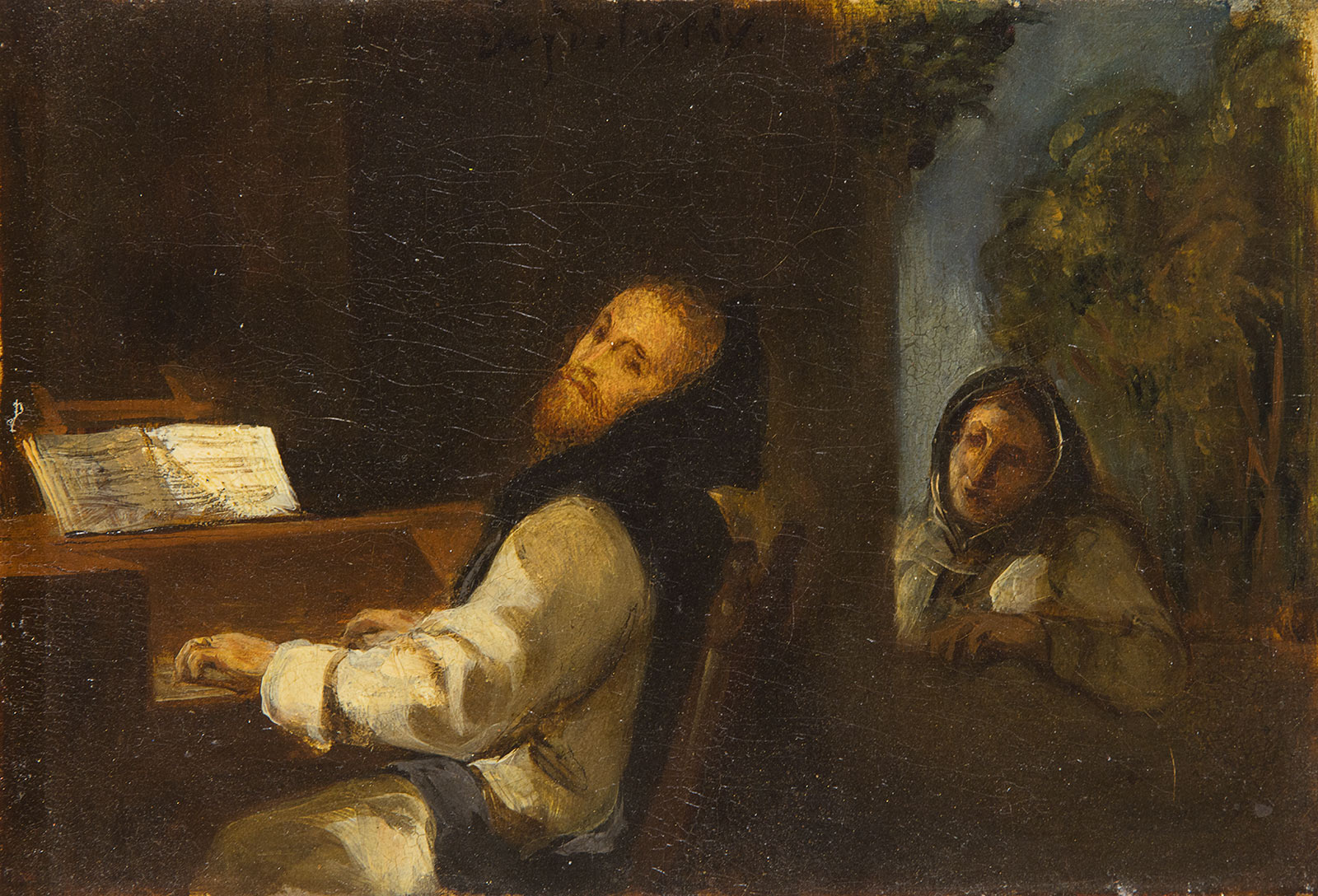
Pintura de Eugène Delacroix Carlos V no Mosteiro de Yuste

O Mosteiro de São Jerónimo de Yuste é um mosteiro e palácio medieval situado no noroeste da Estremadura espanhola. Foi construído no início do século para acolher frades jerónimos e é famoso por ter sido a última residência do imperador do Sacro Império Romano-Germânico Carlos V (rei Carlos I de Espanha), que aí se recolheu em 1556, quando abdicou do trono a favor do seu filho Filipe II.
O mosteiro situa-se no noroeste da província de Cáceres, na comarca de La Vera, perto da vila de Cuacos de Yuste.

## História
Em 1402, por iniciativa de alguns habitantes, foi construído um cenóbio para acolher eremitas da pobre vida, que depois se integrariam na Ordem de São Jerónimo.
Em 1556, Carlos I de Espanha (V do Sacro Império) decide retirar-se para um convento e adotar a vida monástica, para o que elegeu o mosteiro de Yuste. Foram então levadas a cabo grandes obras para ampliar as escassas dependências com que contava então o mosteiro, as quais eram insuficientes para alojar o imperador e as 60 ou 70 pessoas do seu séquito pessoal.
A casa-palácio constava de dois pisos com quatro apartamentos cada um, em redor de um pátio interior. Os alojamentos do imperador situavam-se junto ao coro da igreja, o que lhe permitia assistir aos ofícios religiosos no seu quarto, sentado no seu cadeirão, onde permanecia prostrado devido à grave afeção de gota de que padecia. Durante a estadia do imperador em Yuste, passaram pelo local numerosas personalidades da corte para o visitarem, entre elas o próprio rei Filipe II.
Carlos V morreu em 21 de setembro de 1558 no mosteiro. Foi enterrado na igreja, tendo os seus restos mortais sido posteriormente trasladados para o panteão real do Mosteiro de São Lourenço do Escorial, perto de Madrid, cumprindo o desejo do seu filho Filipe II.
Durante a Guerra da Independência Espanhola (Guerra Peninsular), no princípio do século XIX, as dependências do convento foram incendiadas tendo ficado praticamente destruídas. Os frades jerónimos foram expulsos e posteriormente, com a desamortização de Mendizábal, o mosteiro foi leiloado, o que marcou um período de abandono e deterioração do edifício.
Em 1949 a Direção Geral de Belas Artes iniciou a reconstrução do mosteiro, procurando respeitar ao máximo o desenho e projetos originais.

## Conjunto arquitetónico

Claustro renascentista

O conjunto arquitetónico é composto de duas partes claramente diferenciadas: o convento propriamente dito e a residência do imperador. Por sua vez o convento é composto por uma igreja, situada no centro, um  claustro gótico e outro chamado "claustro novo", de estilo renascentista. A igreja e o claustro gótico datam do século XV, enquanto que as restantes construções são do século XVI.
A igeja tem uma só nave e uma cabeceira poligonal. Comunica com o claustro gótico, o qual é de planta retangular e tem dois pisos. As galerias do claustro têm uma cobertura plana de madeira. A organização do claustro renascentista é semelhante à do gótico.
A residência de Carlos V é uma construção simples, na qual os materiais predominantes são o ladrilho, alvenaria e silhar, sem quaisquer elementos decorativos. O piso principal estrutura-se é composto de um corredor central com dois apartamentos de cada lado. Na ala da esquerda encontra-se a antecâmara e a alcova de Carlos V, que comunica com a igreja. Os apartamentos à direita têm janelas para a horta e jardim e aí se sitou um refeitório e sala de audiências.
Entre o mobiliário da residência régia, destaca-se um cadeirão construída especialmente para o monarca, que sofria de gota. Também é de mencionar um relógio de bronze e prata fabricado em 1562 por Jeremías Metzger.
O mosteiro está classificado como Monumento Nacional desde 1931 e como Património Nacional desde 6 de setembro de 2004 e foi declarado Património Europeu numa cerimónia oficial realizada em março de 2007.